# NGC 1315
NGC 1315 è una galassia lenticolare situata nella costellazione dell'Eridano, a una distanza di circa 71 milioni di anni luce dalla nostra Via Lattea.

## Scoperta
La galassia è stata scoperta il 13 novembre 1835 dall'astronomo britannico John Herschel.

## Gruppo di NGC 1395
NGC 1315 fa parte del Gruppo di NGC 1395 che comprende almeno 31 galassie, tra cui NGC 1325, NGC 1331, NGC 1332, NGC 1347, NGC 1353, NGC 1371, NGC 1377, NGC 1385, NGC 1395, NGC 1401, NGC 1414, NGC 1415, NGC 1422, NGC 1426, NGC 1438, NGC 1439, IC 1952, IC 1953 e IC 1962.
Il Gruppo di NGC 1395 a sua volta fa parte dell'Ammasso di Eridano.